# Saint-Maurice-la-Clouère
Saint-Maurice-la-Clouère ist eine französische Gemeinde mit 1.310 Einwohnern (Stand: 1. Januar 2022) im Département Vienne in der Region Nouvelle-Aquitaine (vor 2016: Poitou-Charentes). Sie gehört zum Arrondissement Montmorillon und zum Kanton Lussac-les-Châteaux (bis 2015: Kanton Gençay).

## Geographie
Saint-Maurice-la-Clouère liegt etwa 23 Kilometer südsüdöstlich von Poitiers am Clouère. Umgeben wird Saint-Maurice-la-Clouère von den Nachbargemeinden Gizay im Norden, Vernon im Norden und Nordosten, Saint-Laurent-de-Jourdes im Osten, Brion im Süden und Südosten, Gençay im Süden sowie Marnay im Westen.
Durch die Gemeinde führt die Via Turonensis, eine Variante des Jakobswegs.

## Bevölkerungsentwicklung
| Jahr                      | 1962 | 1968 | 1975 | 1982 | 1990 | 1999 | 2006 | 2013 |
| Einwohner                 | 907  | 910  | 852  | 825  | 952  | 1058 | 1110 | 1275 |
| Quelle: Cassini und INSEE |      |      |      |      |      |      |      |      |

## Sehenswürdigkeiten
Siehe auch: Liste der Monuments historiques in Saint-Maurice-la-Clouère
- Kirche Saint-Maurice, Monument historique
- Schloss L’Audonnière
- Schloss Galmoisin, seit 1989 Monument historique

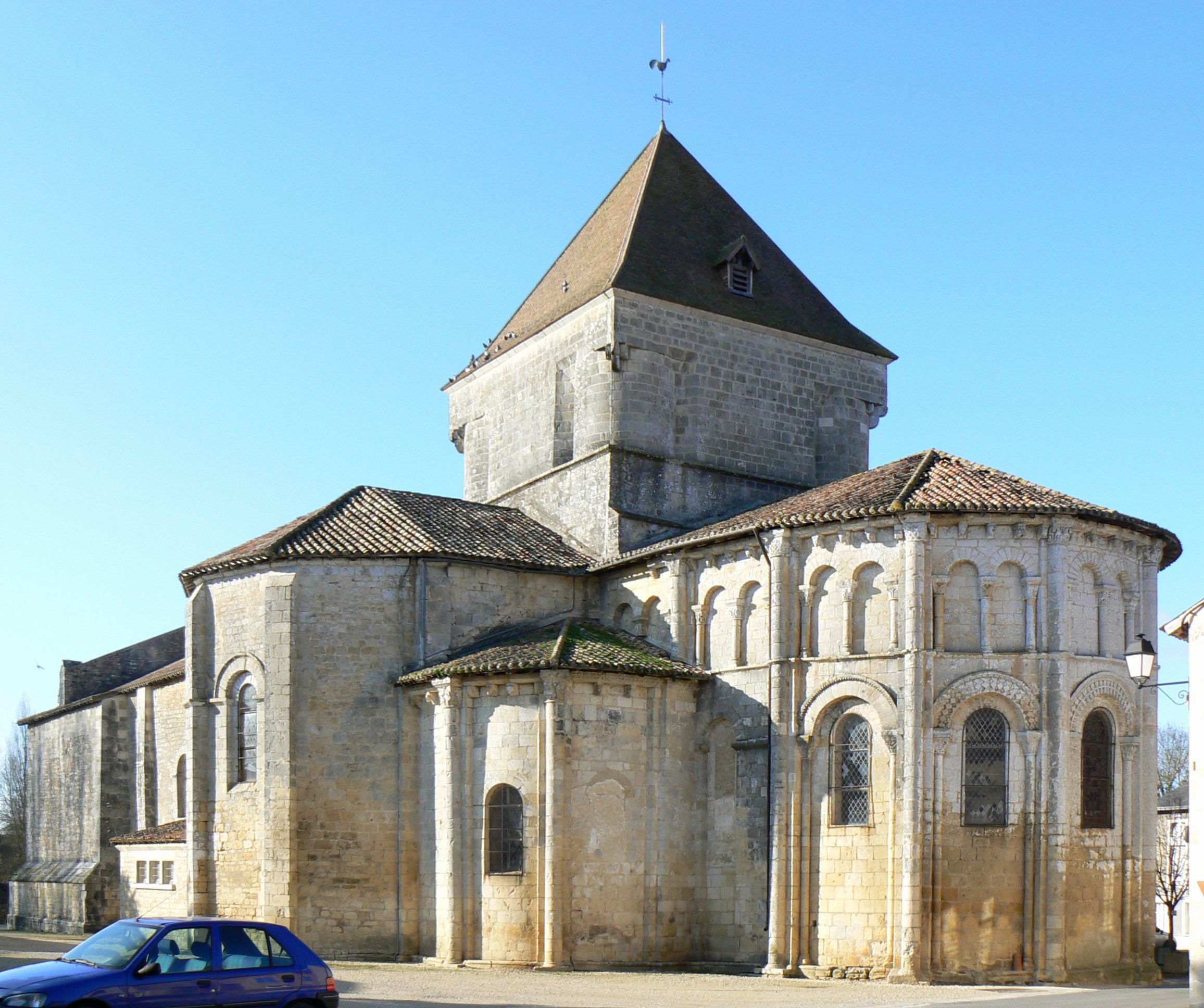
Kirche Saint-Maurice
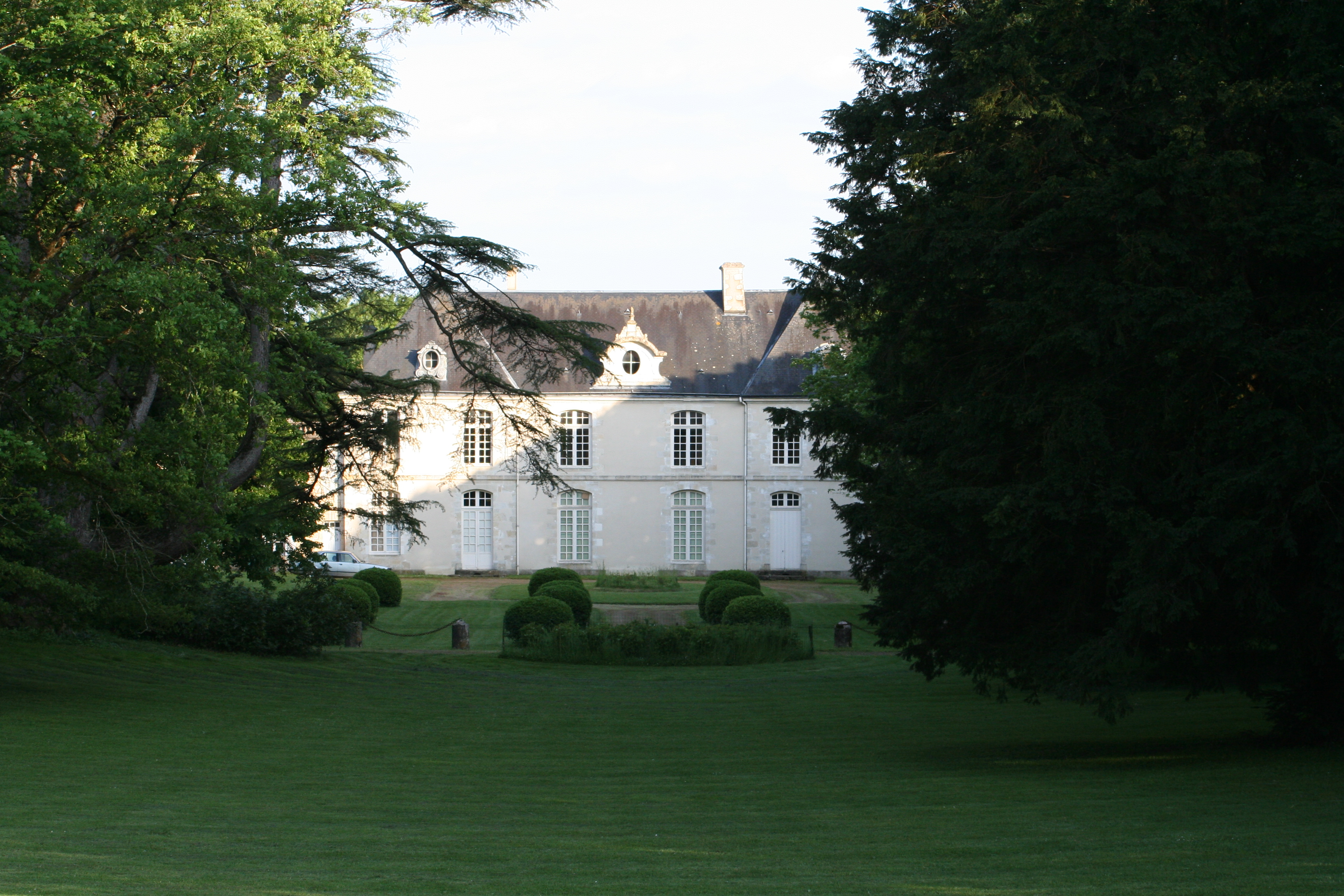
Schloss L’Audonnière